# Cung Le
Cung Le (Saigón, 25 de mayo de 1972) es un artista marcial mixto, kickboxer y actor estadounidense nacido en Vietnam del Sur. Actualmente retirado, compitió en la categoría de peso mediano de Ultimate Fighting Championship.

## Primeros años
Nació en Saigón (actual Ciudad Ho Chi Minh), Vietnam del Sur. En 1975, tres días antes de la Caída de Saigón, Cung Le y su madre Anne dejaron Vietnam en helicóptero bajo fuego pesado. Fue a parar en San José, California, donde la discriminación y la intimidación le inspiró para aprender artes marciales. Su madre lo inscribió en clases de Taekwondo a la edad de 10 años. De las disciplinas ha hecho una variedad de artes marciales como el Kuntao, sambo, y está invicto como kickboxer profesional con un récord de 17 victorias y 0 derrotas. Es campeón del mundo en tres ocasiones en kickboxing.
Comenzó la lucha competitiva a los 14 años al ser inspirado por Rocky de Sylvester Stallone y ganó los honores de All-American en su tercer año en la escuela de secundaria. Luego pasó a luchar para West Valley College en Saratoga, California y ganó el Campeonato Colegial Juvenil del Estado de California en la clase de 158 libras de peso en 1990.

## Carrera en artes marciales mixtas

### Ultimate Fighting Championship
Le se enfrentó a Wanderlei Silva el 19 de noviembre de 2011 en UFC 139. Le perdió la pelea por nocaut técnico en la segunda ronda. Tras el evento, ambos peleadores ganaron el premio a la Pelea de la Noche.
Le se enfrentó a Patrick Côté el 7 de julio de 2012 en UFC 148. Le ganó la pelea por decisión unánime.
Le se enfrentó a Rich Franklin el 10 de noviembre de 2012 en UFC on Fuel TV 6. Le ganó la pelea por nocaut en la primera ronda, ganando así el premio al KO de la Noche siendo finalmente el KO del Año 2012.
Tras 21 meses de inactividad, Le se enfrentó a Michael Bisping el 23 de agosto de 2014 en UFC Fight Night 48. Le perdió la pelea por nocaut técnico en la cuarta ronda.

#### The Ultimate Fighter: China
En noviembre de 2013, se anunció que Le sería el mentor y entrenador jefe de The Ultimate Fighter: China, la versión con sede en China de The Ultimate Fighter que comenzó a emitirse en diciembre de 2013.

## Vida personal
Le tiene dos hijos con su exesposa. Él y su segunda esposa Suzanne, se casaron en agosto de 2009. La pareja tuvo su primer hijo, un niño llamado Robert Eric Le, nacido en 2010.

## Campeonatos y logros
| - Ultimate Fighting Championship - Pelea de la Noche (Una vez) - KO de la Noche (Una vez) - Strikeforce - Campeón de Peso Medio (Dos veces) - MMAFighting.com - KO del Año (2012) vs. Rich Franklin el 10 de noviembre - Inside MMA - Premio Bazzie a la Pelea del Año (2008) vs. Frank Shamrock el 29 de marzo | - International Kickboxing Federation - Campeón Mundial de Peso Semipesado (Una vez) - International Sport Karate Association - Campeón de Norteamérica de Peso Semipesado (Una vez) - Campeón de Estados Unidos de Peso Semipesado (Una vez) - Campeón de Estados Unidos de Peso Crucero Ligero (Una vez) - Ho Tet Tae Kwon Do - Torneo 1994 (Campeón) - World Wide Draka Federation - Torneo Draka 1998 (Campeón) - Shidokan Cup Bare-Knuckle Full Contact Karate - Torneo Shidokan 1998 (Campeón) - Black Belt Magazine - Artista Kung Fu del Año (2007) |

## Registro en artes marciales mixtas
| Resultado | Récord | Oponente        | Método                    | Evento                                        | Fecha                   | Ronda | Tiempo | Localización         | Notas |
| --------- | ------ | --------------- | ------------------------- | --------------------------------------------- | ----------------------- | ----- | ------ | -------------------- | --- |
| Derrota   | 9–3    | Michael Bisping | TKO (rodillazo y golpes)  | UFC Fight Night: Bisping vs. Le               | 23 de agosto de 2014    | 4     | 0:57   | Macao                | |
| Victoria  | 9–2    | Rich Franklin   | KO (golpe)                | UFC on Fuel TV: Franklin vs. Le               | 10 de noviembre de 2012 | 1     | 2:17   | Macao                | KO de la Noche; KO del Año (2012).                                                                        |
| Victoria  | 8–2    | Patrick Côté    | Decisión (unánime)        | UFC 148                                       | 7 de julio de 2012      | 3     | 5:00   | Las Vegas, Nevada    | |
| Derrota   | 7–2    | Wanderlei Silva | TKO (rodillazos y golpes) | UFC 139                                       | 19 de noviembre de 2011 | 2     | 4:49   | San José, California | Pelea de la Noche.                                                                                        |
| Victoria  | 7–1    | Scott Smith     | KO (patada al cuerpo)     | Strikeforce: Fedor vs. Werdum                 | 26 de junio de 2010     | 2     | 1:46   | San José, California | |
| Derrota   | 6–1    | Scott Smith     | KO (golpes)               | Strikeforce: Evolution                        | 19 de diciembre de 2009 | 3     | 3:25   | San José, California | |
| Victoria  | 6–0    | Frank Shamrock  | TKO (brazo roto)          | Strikeforce: Shamrock vs. Le                  | 29 de marzo de 2008     | 3     | 5:00   | San José, California | Ganó el Campeonato de Peso Medio de Strikeforce; Más tarde el título quedó vacante; Pelea del Año (2008). |
| Victoria  | 5–0    | Sam Morgan      | KO (patada al cuerpo)     | Strikeforce: Four Men Enter, One Man Survives | 16 de noviembre de 2007 | 3     | 1:58   | San José, California | |
| Victoria  | 4–0    | Tony Fryklund   | KO (golpe)                | Strikeforce: Shamrock vs. Baroni              | 22 de junio de 2007     | 3     | 0:25   | San José, California | |
| Victoria  | 3–0    | Jason Von Flue  | TKO (parada médica)       | Strikeforce: Triple Threat                    | 8 de diciembre de 2006  | 1     | 0:43   | San José, California | |
| Victoria  | 2–0    | Brian Warren    | KO (golpes)               | Strikeforce: Revenge                          | 6 de junio de 2006      | 1     | 4:19   | San José, California | |
| Victoria  | 1–0    | Mike Altman     | KO (golpe)                | Strikeforce: Shamrock vs. Gracie              | 10 de marzo de 2006     | 1     | 3:51   | San José, California | |

## Registro en kickboxing
| Resultado | Récord | Oponente        | Método                           | Evento                                    | Fecha                    | Asalto | Tiempo | Localización            |
| --------- | ------ | --------------- | -------------------------------- | ----------------------------------------- | ------------------------ | ------ | ------ | ----------------------- |
| Victoria  | 17–0   | Brian Ebersole  | Decisión (unánime)               | Strikeforce                               | 4 de junio de 2005       | 5      |        | San José, California    |
| Victoria  | 16–0   | Brian Warren    | Decisión (unánime)               | K-1 World Grand Prix 2004 in Las Vegas I  | 30 de abril de 2004      | 4      | 2:00   | Las Vegas, Nevada       |
| Victoria  | 15–0   | Phil Petit      | Decisión (unánime)               | K-1 World Grand Prix 2003 in Las Vegas II | 15 de agosto de 2003     | 4      | 2:00   | Las Vegas, Nevada       |
| Victoria  | 14–0   | Scott Sheely    | TKO                              | K-1 World Grand Prix 2003 in Las Vegas    | 2 de mayo de 2003        | 2      | 1:13   | Las Vegas, Nevada       |
| Victoria  | 13–0   | Shonie Carter   | Decisión (unánime)               | Strikeforce                               | 15 de diciembre de 2001  | 5      |        | San José, California    |
| Victoria  | 12–0   | Jeff Thornhill  | KO (golpe giratorio)             | Strikeforce                               | 15 de septiembre de 2000 | 3      |        | San José, California    |
| Victoria  | 11–0   | Laimon M. Keita | Decisión (unánime)               | K-1 USA Championships 2000                | 5 de agosto de 2000      | 5      | 3:00   | Las Vegas, Nevada       |
| Victoria  | 10–0   | Mike Altman     | KO (doble patada)                | Strikeforce                               | 13 de mayo de 2000       | 3      | 0:30   | San José, California    |
| Victoria  | 9–0    | Na Shun Gerile  | TKO (patada de tijera)           | Art of War: China vs. USA                 |                          | 3      |        | Honolulu, Hawái         |
| Victoria  | 8–0    | Scott Sheely    | TKO (hueso roto)                 | Strikeforce                               | 15 de mayo de 1999       | 2      | 0:59   | San José, California    |
| Victoria  | 7–0    | Dan Garett      | KO (patada al cuerpo)            | Strikeforce                               | 10 de octubre de 1998    | 3      | 0:20   | San José, California    |
| Victoria  | 6–0    | Arne Soldwedel  | KO (gancho de derecha)           | 1998 Shidokan Cup                         | 29 de agosto de 1998     | 7      |        | Chicago, Illinois       |
| Victoria  | 5–0    | Laimon M. Keita | Sumisión (bloqueo de pie)        | 1998 Shidokan Cup                         | 29 de agosto de 1998     | 2      |        | Chicago, Illinois       |
| Victoria  | 4–0    | Ben Harris      | KO (patada con giro a la cabeza) | 1998 Shidokan Cup                         | 29 de agosto de 1998     | 2      |        | Chicago, Illinois       |
| Victoria  | 3–0    | Minaru Taro     | KO (patada a la cabeza)          | Draka V                                   | 24 de mayo de 1998       | 1      |        | Los Ángeles, California |
| Victoria  | 2–0    | Gaik Isrelyan   | Decisión (unánime)               | Draka V                                   | 24 de mayo de 1998       | 5      |        | Los Ángeles, California |
| Victoria  | 1–0    | Jason Yee       | Decisión (unánime)               | 1997 Kung Fu Championships                | 31 de agosto de 1997     | 4      | 2:00   | Orlando, Florida        |

## Filmografía
| Año  | Título                             | Papel               |
| ---- | ---------------------------------- | ------------------- |
| 1997 | Sleight of Hand                    | Víctor              |
| 2001 | Walker, Texas Ranger               | él mismo            |
| 2004 | Kwoon                              | Mort Ission         |
| 2006 | Dark Assassin                      | El Asesino          |
| 2007 | Blizhniy Boy: The Ultimate Fighter | Erik                |
| 2009 | Fighting                           | Dragon Le           |
| 2009 | Pandorum                           | Manh                |
| 2009 | Bodyguards and Assassins           | Sa Zhen-Shan        |
| 2010 | Tekken                             | Marshall Law        |
| 2010 | True Legend                        | Líder de la milicia |
| 2012 | Dragon Eyes                        | Ryan Hong           |
| 2012 | The Grandmasters                   | Tiexieqi            |
| 2012 | The Man with the Iron Fists        | León de Bronce      |